# Ostružná

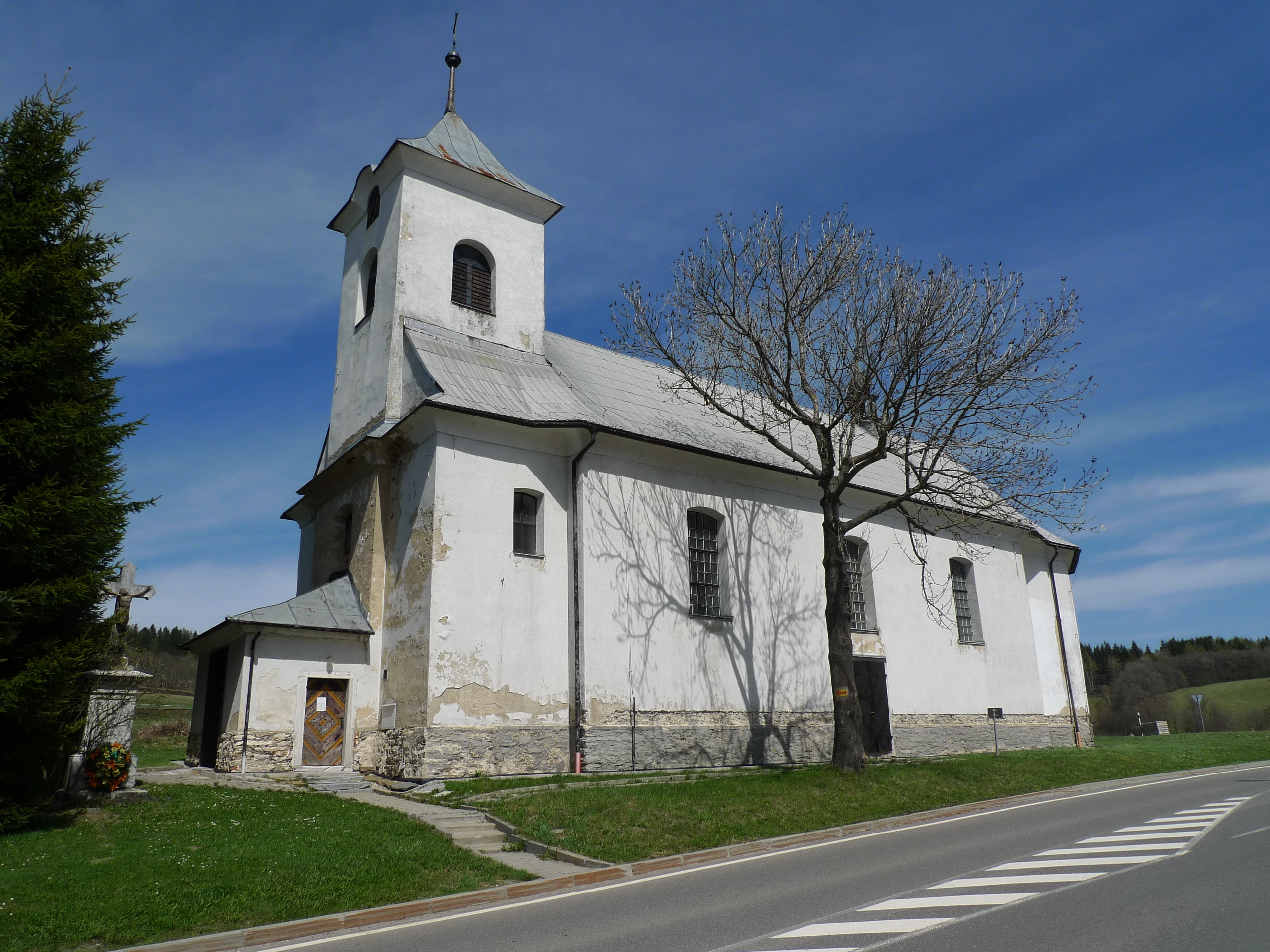
Kirche der hl. Drei Könige

Ostružná (deutsch Spornhau) ist eine Gemeinde in Tschechien. Sie liegt zwölf Kilometer südwestlich von Jeseník und gehört zum Okres Jeseník.

## Geographie
Ostružná befindet sich im Tal des Flüsschens Branná (Schwarzbach) an einer Passstraße über den Ramsauer Sattel zwischen dem Bielengebirge, Reichensteiner Gebirge und Altvatergebirge. Nördlich erheben sich die Travná hora (Wiesenberg, 1124 m) und der Smrk (Fichtlich, 1125 m). Im Osten liegen der Šerák (Hochschar, 1350 m), Keprník (Kepernik, 1422 m) und die Černava (Schwarzkoppe, 1102 m).
Nachbarorte sind Petříkov im Norden, Ramzová im Nordosten, Zadní Alojzov und Přední Alojzov im Süden, Branná und Kronfelzov im Südwesten, Adamov und Malé Vrbno im Westen, sowie Velké Vrbno und Paprsek im Nordwesten.

## Geschichte
Das zur Herrschaft Goldenstein gehörige Pfarrdorf Sparrenhau wurde 1561 gegründet. Im mährischen Hufenregister von 1677 sind für das Dorf 41 Wirtschaften (Bauernhöfe) ausgewiesen.
Nachdem die Pfarre in Spornhau bereits im 16. Jahrhundert wieder erloschen war, wurde diese 1795 nach dem Neubau der Kirche der hl. Drei Könige wieder errichtet. Im Jahre 1800 wurde das Schulhaus eingeweiht, zuvor erfolgte seit dem 18. Jahrhundert der Unterricht in verschiedenen Privathäusern. 1834 lebten in dem aus 98 Häusern bestehenden Dorf 627 Menschen. Nach dem Ersten Weltkrieg wurde Spornhau Sitz eine Staatsforstreviers, das 900 ha Wald bewirtschaftete. Zur Verarbeitung des Holzes wurde im Ort eine Sägemühle betrieben. Außerdem bestanden zwei Mahlmühlen.
Nach der Aufhebung der Patrimonialherrschaften entstand 1848 die politische Gemeinde Spornhau / Spornava mit dem Ortsteil Peterswald, die ab 1850 zur Bezirkshauptmannschaft Mährisch Schönberg gehörte. 1888 wurde über den Pass die Eisenbahnstrecke von Hannsdorf nach Freiwaldau errichtet. 1918 entstand neben der deutschen Schule auch eine tschechische Minderheitenschule, die 1938 geschlossen wurde.
1930 lebten in Spornhau 708 Menschen. Infolge des Münchner Abkommens wurde die Gemeinde 1938 dem Deutschen Reich angeschlossen und gehörte bis 1945 zum Landkreis Mährisch Schönberg. 1939 hatte Spornhau 658 Einwohner. Nach dem Zweiten Weltkrieg wurden die deutschen Bewohner vertrieben. Nach der Wiederbesiedlung verließen viele der Bewohner wegen der wenig ertragreichen Böden den Ort. Zugleich begann die touristische Erschließung des Ortes. Seit 1960 gehört auch Ramzová zur Gemeinde. 1975 wurde Ostružná nach Branná eingemeindet. Mit Beginn des Jahres 1990 entstand die Gemeinde wieder und kam 1996 zum Okres Jeseník. Auf den Šerák wurde von Ramzová aus eine Seilbahn errichtet und Petříkov entwickelte sich zu einem Wintersportzentrum mit Bobbahn.

## Gemeindegliederung
Die Gemeinde Ostružná besteht aus den Ortsteilen Ostružná (Spornhau), Petříkov (Peterswald) und Ramzová (Ramsau).
Das Gemeindegebiet gliedert sich in die Katastralbezirke Ostružná und Petříkov u Branné.

## Sehenswürdigkeiten
- Kirche der Heiligen Drei Könige, Barockbau aus dem Jahre 1794
- Kapelle des hl. Rochus in Ramzová, erbaut 1897 im neogotischen Stil